# باززایش نورونی
بازتولید نورونی (به انگلیسی: Neuroregeneration)، به رشد دوباره، یا ترمیم بافت عصبی سلول‌ها یا محصولات سلولی اشاره دارد. چنین سازوکارهایی شامل تولید نورون‌های جدید، گلیاها، آکسون‌ها، میلین یا سیناپس‌ها می شود. تولید نورون، توسط سازوکارهای عملکردی درگیر، به‌ویژه در امر توسعه و سرعت ترمیم، بین دستگاه عصبی پیرامونی (PNS) و دستگاه عصبی مرکزی (CNS) تمایز قائل می شود. زمانی که یک آکسون آسیب ببیند، قطعه دیستال (دورتر) دچار فساد والرین شده و غلاف میلین خود را از دست می دهد. قطعه پروگزیمال (نزدیک‌تر) ممکن است دچار آپوپتوز یا واکنش کروماتولیتیک گردد، که تلاشی در جهت ترمیم است. در CNS، با تهاجم پای گلیالی به سیناپس مرده، فرایند برهنه‌سازی سیناپسی صورت می پذیرد.